# 1518 Rovaniemi
1518 Rovaniemi (1938 UA) là một tiểu hành tinh vành đai chính được phát hiện ngày 15 tháng 10 năm 1938 bởi Y. Vaisala ở Turku.